# 薩默塞特鎮區 (密歇根州)
薩默塞特鎮區（英語：Somerset Township）是位於美國密歇根州希爾斯代爾縣的一個行政鎮區。

## 地方資料
薩默塞特鎮區的面積為92.10平方千米，當中陸地面積為86.53平方千米，而水域面積為0.57平方千米。根據2020年美國人口普查的數據，當地共有人口4588人，而人口密度為每平方千米49.82人。